# Lilla Abborrtjärnen (Husby socken, Dalarna, 671481-152001)
Lilla Abborrtjärnen är en sjö i Hedemora kommun i Dalarna och ingår i Dalälvens huvudavrinningsområde.